# Gustav Kaufmann
Gustav Kaufmann (ur. 23 sierpnia 1918 w Schaan, zm. 20 stycznia 2015 w Schellenbergu) – liechtensteiński strzelec, olimpijczyk.
Uczestniczył w Letnich Igrzyskach Olimpijskich 1960 w Rzymie. Startował w dwóch konkurencjach, w których odpadał w kwalifikacjach.

## Wyniki olimpijskie
| Igrzyska | Konkurencja                               | Wynik | Miejsce     | Źródło |
| -------- | ----------------------------------------- | --- | ----------- | ------ |
| IO 1960  | Karabin małokalibrowy, trzy postawy, 50 m | Kwalifikacje – 507 punktów (NQ) W pozycji leżącej – 182 punkty (88-94) W pozycji klęczącej – 166 punktów (85-81) W pozycji stojącej – 159 punktów (74-85) | 65 (na 75)  | [ 3 ]  |
| IO 1960  | Karabin małokalibrowy leżąc, 50 m         | Kwalifikacje – 374 punkty (94-94-91-95) (NQ) | 73T (na 85) | [ 4 ]  |